# 靈秀 (道光進士)
靈秀（穆麟德轉寫：Lingsio，1794年5月17日—？年，乾隆五十九年四月十九日－？年），原名淩秀，博爾濟吉特氏，字子儁，號穎生。鑲黃旗蒙古人，清朝政治人物。

## 生平
鑲黃旗官學廩生，考取內閣中書。
道光八年（1828年）中式戊子科順天鄉試舉人。
道光九年（1829年）中式己丑科第三甲第二十九名同進士出身。掣籤分發湖南以知縣即用。後署理湖南常德府龍陽縣知縣。
十二年（1832年），補授湖南長沙府湘潭縣知縣。
十三年（1833年）十一月，返京赴吏部引見。
十四年（1834年）七月，遭到京畿道監察御史劉誼奏參彈劾「貪劣不職」。十一月，經鑲黃旗蒙古都統福克津奏請，被押解前往湖南審訊，奉旨交兵部派員押解並由直隸總督及沿途各督撫派員押赴湖南交昇寅歸案審訊查辦。
十五年（1835年）正月，審訊得實，靈秀「於署龍陽縣時，輒向捕役周順威嚇，設法將伊女周氏勒買為妾，嗣復計圖掩飾，賣與王國磐為繼妻，強娶部內有夫婦女，輾轉售賣，實屬行止鄙劣」，湖廣總督、湖南巡撫、布政使、按察使因失察本案俱交吏部議處。二月，經賽尚阿查明擬定發配伊犁充當苦差。

## 家庭及關連
- 曾祖父：海福，官至一等侍衛、副都統銜。
- 祖父：德明阿，官至印務副護軍參領。
- 父：玉棟，官國子監教習、嚮導護軍校。

- 靈秀排行第一，有一胞弟：靈瑞。
- 有一子：世昌。